# Frauenbefreiungsbewegung
Frauenbefreiungsbewegung (FBB), var en kvinnoförening i Schweiz, grundad 1969.
Den grundades efter 1959 års folkomröstningar i Schweiz, när den dåvarande kvinnorörelsen ansågs ha misslyckats, drev en radikal kampanj och spelade en viktig roll i den slutliga och framgångsrika kampanjen för kvinnlig rösträtt, som slutade i seger efter 1971 års folkomröstningar i Schweiz. 